# Центральноазиатские игры 2003
5-е Центральноазиатские игры прошли в Душанбе (Таджикистан) с 14 по 20 октября 2003 года.

## Виды спорта
- баскетбол (муж., жен.)
- бокс
- волейбол (муж.)
- борьба (вольная, греко-римская)
- дзюдо
- лёгкая атлетика
- стрельба пулевая
- тхэквондо
- теннис

В качестве показательного вида спорта демонстрировалась борьба куреш.

## Итоги Игр
| Место | Страна       | Золото | Серебро | Бронза | Всего |
| ----- | ------------ | ------ | ------- | ------ | ----- |
| 1     | Казахстан    | 48     | 32      | 31     | 111   |
| 2     | Узбекистан   | 36     | 35      | 20     | 91    |
| 3     | Таджикистан  | 18     | 22      | 17     | 57    |
| 4     | Кыргызстан   | 5      | 14      | 42     | 61    |
| 5     | Туркменистан | 0      | 5       | 17     | 22    |